# Otto Wallach
Pour les articles homonymes, voir Wallach.
Otto Wallach (27 mars 1847 à Königsberg, province de Prusse - 26 février 1931 à Göttingen, Allemagne) est un chimiste allemand qui étudia les terpènes et qui reçut le prix Nobel de chimie de 1910 « en reconnaissance de ses services à la chimie organique et à l'industrie chimique grâce à ses travaux pionniers dans le champ des composés alicycliques. »

## Biographie
Il a été lauréat de la médaille Davy en 1912.

## Literatur
- Günther Beer, Horst Remane (de) (Hrsg.): Otto Wallach, 1847–1931. Chemiker und Nobelpreisträger. Lebenserinnerungen. Potsdam, Berlin, Bonn, Göttingen. (= Studien und Quellen zur Geschichte der Chemie, Band 12.) Verlag für Wissenschafts- und Regionalgeschichte Engel, Berlin 2000,  (ISBN 3-929134-34-9).
- Leopold Ruzicka: Third Pedler lecture. The life and work of Otto Wallach. In: Journal of the Chemical Society, Jahrgang 1932, S. 1582. (doi:10.1039/JR9320001582)
- Carolyn Pratt Brock, W. Bernd Schweizer, Jack D. Dunitz (de): On the validity of Wallach’s rule. On the density and stability of racemic crystals compared with their chiral counterparts. In: Journal of the American Chemical Society, Band 113 (1991), S. 9811. (doi:10.1021/ja00026a015)
- Walter Hückel: Otto Wallach. In: Chemische Berichte, 94. Jahrgang 1961, Nr. 8, S. 7–58.